# Ciclo y desarrollo familiar
El ciclo y desarrollo familiar son conceptos que atraviesan la historia de vida de la familia. Como toda historia, tiene un comienzo, un curso y un desenlace. Es importante distinguir entre el ciclo de vida propiamente dicho y el concepto de desarrollo familiar, aunque a menudo se usen indistintamente. Mientras que el ciclo se relaciona con lo universal, el desarrollo se refiere a lo particular de cada familia. Todas las familias experimentan las mismas transiciones y etapas evolutivas, pero cada una tiene su propio ritmo y particularidades en la forma de adaptarse a los cambios. Aunque en la vida ocurren situaciones azarosas, no todas las familias pasan por lo mismo. Si una mujer y un hombre se unen, es previsible que atraviesen diversas etapas. El paso de una etapa evolutiva a la siguiente no es trivial, ya que implica un cambio de roles y funciones y, por lo tanto, un cambio en la estructura familiar. Este cambio, como todo cambio real, es dificultoso y genera estrés. El período entre el final de una etapa y el comienzo de la siguiente se conoce como transición. A lo largo de la historia de la familia, se observa que las transiciones, de manera constante y en todas las sociedades, van acompañadas de rituales.

## Generalidades

### Ciclo vital
Está relacionado con lo biológico y se refiere a los cambios más o menos súbitos que ocurren en la vida de una persona y en su relación con otras. A partir de estos cambios, se inicia un ciclo similar. Estos cambios bruscos se relacionan con las crisis que producen un cambio discontinuo o de segundo orden, y están vinculados con las transiciones. En estos momentos, la estructura familiar debe cambiar necesariamente, modificando las reglas de relación para permitir una mayor complejidad en el sistema.

## Ciclo evolutivo familiar
Se refiere a las transiciones. Al finalizar una etapa evolutiva y comenzar la siguiente, se atraviesa lo que se conoce como transición.
Se relaciona con hechos biológicos y sociales universales, como el nacimiento, la menarquia, el matrimonio, la adultez y la vejez.
Ocurre del mismo modo en todas las culturas. Todas las niñas del mundo tienen su menarquia y atraviesan la adolescencia. Todas las familias, como sistema, tienen un principio y un fin.
Es universal; todas las familias experimentan las mismas transiciones.
Es previsible y esperable. Si se tienen hijos, es esperable que crezcan y se emancipen para formar (o no) una nueva familia.
Requiere cambios en las reglas, roles y funciones familiares.
Siempre se acompaña de rituales evolutivos.
Otorga universalidad a la familia.

## Desarrollo
Significa evolución progresiva, a través de una serie de etapas o estadios por los que pasa todo ser vivo en el curso de su crecimiento. Aunque se producen cambios, estos no son tan abruptos como en el ciclo, ya que responden a un cambio continuo o de primer orden. El orden de estas etapas se basa en una sucesión de adquisiciones y pueden estar o no relacionadas con el tiempo. Si una familia, durante la transición de la adolescencia de un hijo, no cambia ni adquiere nuevas habilidades, cronológicamente sí habrá cambiado (el hijo tendrá menos edad), pero en realidad se habrá estancado en el crecimiento si mantiene sus conductas infantiles. No se incorporó novedad y, por lo tanto, solo hay repetición. Piaget introdujo este concepto al precisar que los estadios no deben considerarse en un orden cronológico, sino en un orden sucesorio, ya que entre las etapas hay un encadenamiento de integración. La estructura alcanzada en un estadio formará parte de la lograda en el siguiente, en una construcción progresiva hasta completar el desarrollo.

### Desarrollo familiar
Es particular de cada familia.
No es esperable ni previsible, ya que depende de hechos más circunstanciales y azarosos. Que una niña tenga su menarquia es esperable, pero no el modo en que la familia aborda este tema.
Conlleva la repetición de patrones de relación.
Mantiene las reglas y normas. Una vez alcanzado un estado de organización, la familia tiende a mantenerlo.
Los rituales, si los hay, adquieren una característica propia. Cada pareja puede celebrar su matrimonio como desee.
Otorga particularidad a la familia.

## Rituales que acompañan al ciclo evolutivo
El ritual es un acto simbólico establecido por ciertas reglas, que debe realizarse en un orden y de una manera determinados. Ayuda a la familia a disminuir la tensión y el desequilibrio que provoca el cambio, y le permite adaptarse a las nuevas reglas.
Aunque los rituales han sido adoptados por todas las sociedades, cada cultura y cada familia les otorgan un significado propio. Los rituales forman parte de la riqueza cultural, así como de la narrativa familiar e individual. Además de satisfacer necesidades sociales, los ritos satisfacen necesidades familiares e individuales, ya que mantienen la identidad del grupo.
Desde el punto de vista social, hay determinadas transiciones en las que la presencia de estos ritos es especialmente importante: el nacimiento, la pubertad y la adolescencia, el matrimonio y la muerte. Algunas transiciones son consideradas por ciertas culturas, mientras que en otras pasan desapercibidas, como por ejemplo, la entrada a la menopausia.

### Rito de paso
El término rito de paso fue utilizado por el antropólogo Arnold van Gennep para referirse a las ceremonias que permiten la transición de un estado a otro, es decir, de una etapa evolutiva a la siguiente.
Según Evan Imber-Black (1989), se puede reconocer:

#### Finalidad de los ritos de paso
Disminuyen la ansiedad que genera el cambio.
El cambio no ocurre de manera aislada en el individuo, sino en relación con los otros miembros que forman el sistema. Al interactuar con el grupo, se logra manejar la nueva situación.
Mantienen la identidad cultural.
Ayudan a la aceptación y adaptación al cambio de roles que la sociedad impone en cada transición.
Ayudan a marcar diferencias generacionales y a delimitar fronteras.
Favorecen la pertenencia al grupo social.
Ayudan a enfrentar y resolver conflictos. Por ejemplo, en el paso de hijo a esposo, se enfrentan situaciones contradictorias que deben resolverse.
Permiten la incorporación de la novedad al iniciar una nueva relación, como ocurre con el matrimonio.
Crean un contexto confiable para la expresión de sentimientos como la alegría ante el nacimiento, o el dolor y la angustia ante la muerte.
Permiten la conexión con la comunidad.

#### Momentos del rito de paso

##### Momento 1
Al finalizar una etapa y comenzar la transición, se pierde el estatus previo, lo que crea una situación de pérdida.

##### Momento 2
Al modificarse el estatus anterior, se inicia un nuevo contacto y se esperan nuevas conductas que permitan una relación diferente. El espacio relacional se ha modificado y se produce desorganización y ambivalencia. Las fronteras se van modificando. Cuando el niño nace, entra en un nuevo contacto con la madre al crearse una nueva frontera. Cuando un alumno se gradúa, entra en un nuevo contacto con su contexto de aprendizaje; la universidad establece un nuevo límite con él.

##### Momento 3
El grupo social reconoce el nuevo estatus actual, lo que implica una reincorporación con nuevas facultades. Con la nueva posición, se esperan conductas acordes a ella. Se produce una situación de ganancia con el nuevo reconocimiento.

#### La interacción de tres niveles simultáneos de cambio

##### Un nivel individual
En el que ocurre un cambio personal. Un niño pasa a ser adolescente. En términos de organización, cambian las propiedades particulares de cada componente del sistema. Esto conlleva un cambio en el segundo nivel, ya que también cambian los componentes que definen la unidad completa.

##### Un nivel relacional familiar
Al cambiar el individuo, se modifica la relación entre los miembros de la familia. La relación entre un niño en edad escolar y su padre no será la misma cuando entre en la adolescencia o en la adultez.

##### Un nivel relacional entre la familia y la comunidad
Se traspasan fronteras familiares con el nuevo cambio. Una pareja es reconocida de forma diferente por la sociedad cuando tiene hijos. La sociedad le impone nuevos derechos y obligaciones.

## Rituales que acontecen en el ciclo evolutivo

### Nacimiento
El rito de paso o transición del reconocimiento del niño ha ido cambiando con el tiempo y se ha visto influenciado por la cultura a la que pertenece el niño. Siempre va acompañado de un nombre y de la presentación a familiares y amigos. Puede acompañarse de rituales religiosos como el bautismo o la circuncisión.

### PubertadyAdolescencia
Los ritos varían considerablemente según la sociedad en la que vive el adolescente. Los ritos que acompañan esta transición están directamente relacionados con la incorporación del nuevo estatus, tanto dentro como fuera de la familia. Muchos de ellos requieren una larga preparación, como los 15 años o el Barmitzva de la religión judía. La ceremonia simboliza la entrada a la edad adulta. Mientras que el rito religioso se mantiene como símbolo de entrada a la adultez, no ocurre lo mismo actualmente con la fiesta de 15 años. A generaciones anteriores se les prohibía maquillarse y usar tacones altos hasta no cumplir esa edad. En otras sociedades, como se vio en la ceremonia Naven, el joven es sometido a una serie de pruebas que debe superar para ser reconocido como adulto. Aunque en algunas sociedades estas pruebas son simbólicas, en otras dejan marcas físicas, como por ejemplo, la clitoridectomía que se realiza actualmente en algunas sociedades orientales.

### Matrimonio
A través de relatos históricos y literarios, se puede observar que esta transición ha sido la más rica en ritos de paso, desde ceremonias ostentosas hasta las más sencillas. Independientemente de la cultura, siempre se acompaña de ritos, tanto civiles como religiosos. Es posible observar las tres fases que se dan en este rito de transición.

#### Primera fase
Previa a la institucionalización del matrimonio. Es una fase de preparativos y de despedida del estatus anterior. Puede durar días o años, según la cultura y el grupo social al que se pertenece. Esta etapa puede generar tal nivel de tensión que lleve a la postergación o a la evitación del matrimonio. Las amenazas e inseguridades hacia el futuro pueden ser tan intensas que uno de los miembros de la pareja puede entrar en pánico.

#### Segunda fase
Corresponde a la institucionalización del matrimonio y a la celebración que acompaña al cambio de estatus y a la creación de la nueva unidad. A este cambio le corresponden nuevas obligaciones y derechos. La sociedad reconoce la legalidad del matrimonio. Al terminar el festejo, los nuevos esposos se despiden de la etapa en la que dejan de ser hijos para ingresar a una etapa propia, novedosa, en la que deben comenzar a trabajar arduamente. La finalización de la luna de miel los coloca en la realidad de la siguiente fase.

#### Tercera fase
En la que dejan de ser novios para convertirse en esposos. Las conductas que se esperan de ellos a partir de este nuevo estatus deben ser acordes a él. Toda la comunidad reconoce a la nueva unidad. Cada cultura le da una modalidad propia a los rituales matrimoniales.
Es muy particular el rito de paso que a principios del siglo XIX se daba en el noroeste de Argentina. Las fases eran varias: rapto de la novia, aislamiento de ella en la casa de un pariente durante dos o tres semanas, y fiesta de petición de mano. Con la petición de mano, se hacía un pacto entre las dos familias. Una vez aceptadas las condiciones, la pareja pasaba a vivir bajo la tutela y en la casa de un pariente durante dos años. Cumplido este tiempo, construían en muy poco tiempo la vivienda propia y, mientras tanto, continuaban los festejos. Cuando la vivienda estaba en condiciones para ser habitada, se efectuaba el rito religioso, que duraba tres días. La madrina y el padrino exponían todos los regalos, y si faltaba algún presente, el padrino debía suplirlo con dinero. Recién cuando la familia esperaba un segundo hijo, se consideraba que el matrimonio estaba consumado y se los reconocía como una nueva familia.

### Muerte
Tan importante o más que los anteriores, los ritos que acompañan a la muerte, además de cumplir con las connotaciones socioculturales (tanto civiles como religiosas), permiten expresar públicamente el dolor y la pérdida. Como todo rito, cumple con las tres fases: antes, durante y después. Al difunto se lo prepara, se lo vela y se lo entierra.
En la antigüedad, el difunto seguía siendo parte de la familia y se le rendía culto continuamente. Hoy en día, esto ha cambiado, pero si alguien viaja por ciertos pueblos o ciudades antiguas del sur de Europa, puede ver panfletos de duelo que recuerdan al difunto, fallecido hace años, pegados en las calles. Los ritos que acompañan a la muerte son más variados que los de otras transiciones. Al difunto se lo puede enterrar en zonas determinadas para ello, cremar, embalsamar, momificar o exponer a su congelamiento. Si se lo crema, sus cenizas se pueden arrojar al mar, al río, esparcir en alguna pradera o enterrar en la casa. En fin, son tan variados que se podría escribir un tratado. En los pueblos donde se creía que el difunto emprendía un viaje, como en la antigüedad, se incluían objetos y alimentos para acompañarlo.

## Rituales familiares
Según Bennett, Wolin y McAvity, estos rituales se realizan en el hogar sin la supervisión de instituciones civiles o religiosas. Sirven para dar sentido de pertenencia e identidad familiar y forman parte del patrimonio cultural de cada familia. Tienen la misma finalidad que los rituales evolutivos (que son universales e impuestos por cada sociedad), pero esta finalidad no se cumple para satisfacer a la comunidad, sino a las reglas de la propia familia.
El importante trabajo sobre rituales de Evan Imber-Black, Janine Roberts y Robert Whiting (1988) ha informado acerca del poder que los rituales tradicionales tienen de preservar la continuidad, la identidad familiar y el vínculo comunitario. Los rituales cumplen una serie de funciones (o efectos) que contribuyen a la continuidad y la identidad de la familia, y parecen contribuir a la resiliencia de las familias en transición.
La resiliencia está ligada al desarrollo y el crecimiento humano, incluyendo diferencias etarias y de género. La promoción de la resiliencia dentro del ciclo de la vida permite tener una guía respecto de lo que se debe hacer en cada etapa del desarrollo y promover nuevos factores de resiliencia sobre la base de aquellos factores ya desarrollados en etapas anteriores.

### Celebraciones familiares
Cada familia realiza sus propias fiestas, algunas en momentos coincidentes con los ritos y fechas religiosas, mientras que otras no. La forma de celebración de los momentos coincidentes cumple con las pautas culturales de la sociedad a la que pertenece la familia y son periódicas. En este sentido, la familia forma parte de una identidad colectiva de la etnia, cultura o religión de la cual forma parte. La identidad es más grupal que familiar porque responde a las reglas del grupo social que integra. Es decir, responde a transiciones normativas por las cuales todas las familias pasan.

#### Rutinas familiares
No son programadas conscientemente, a pesar de que se practican con frecuencia. Al ser repetitivas, brindan previsibilidad, seguridad y orden, porque mantienen lo conocido. La hora del almuerzo o la cena, la hora de ir a dormir, el lugar y la forma de atención a los invitados, el inicio del día, etc., son prácticas que organizan la vida familiar y sin las cuales no se diferenciarían los roles y las funciones. Estas prácticas mantienen la organización familiar y forman parte del desarrollo familiar. Una vez adquiridas, estas rutinas se mantienen hasta que sea necesario cambiarlas (o no) por otras en la siguiente etapa evolutiva. Tienen una representación simbólica que lleva a decir: "así es como lo hacemos nosotros". Requieren de la cooperación de todos. Los rituales familiares, en sus tres formas, son conectores intergeneracionales, ya que forman parte del legado familiar. Forman parte del pasado, presente y futuro de cada familia. El mantenimiento rígido (o no) de estos rituales depende directamente de la flexibilidad familiar y de la capacidad que se tenga para recrearlos o rigidizarlos. Esta recreación y flexibilidad es un tema crucial para la formación de una unidad matrimonial. Si bien los rituales, como los mitos familiares, organizan y dan pertenencia, cuando es necesario deben ser cuestionados, recreados e innovados. La continuidad de una pertenencia satisfactoria depende de una diferenciación igualmente satisfactoria. Por ejemplo, las fiestas navideñas pueden ser motivo de disgustos debido a la rigidez en las rutinas familiares.